# Le Paravent mystérieux
Pour plus de détails, voir Fiche technique et Distribution.
Le Paravent mystérieux est un film muet français à trucs réalisé par Gaston Velle, produit par Pathé Frères, sorti en 1904.

## Fiche technique
- Titre : Le Paravent mystérieux
- Titre anglophone (États-Unis) : The Mysterious Screen
- Réalisation : Gaston Velle.
- Photographie et trucages : Segundo de Chomón
- Société de production : Pathé Frères
- Pays d'origine :  France
- Langue : français
- Métrage : 40 mètres
- Genre : Film de fantasy, Film à trucs
- Format : Noir et blanc — 35 mm — 1,33:1 — Muet
- Durée : 1 minutes 20
- Numéro de catalogue Pathé : 1042
- Dates de sortie : 
  - France : 28 mai 1904
  - États-Unis : octobre 1904